# Purús
Purús – rzeka w północno-zachodniej Brazylii oraz Peru. Jest jednym z najdłuższych dopływów Amazonki. Bierze źródła u podnóża Andów, na terytorium Peru. Długość 3270 km (czasami podaje się 3210 km), powierzchnia dorzecza 371 042 km. Tworzy wiele meandrów i jest jedną z najbardziej krętych rzek świata – odległość w linii prostej od źródeł do ujścia jest o ok. połowę krótsza niż rzeczywista długość rzeki.
Purús w porze deszczowej często wylewa, głębokość w głównym nurcie może osiągnąć nawet 18 metrów, a wezbrane wody łączą się wówczas z nurtem rzeki Madeira. Poza górnym odcinkiem żeglowna. Przepływa przez teren brazylijskich stanów Acre i Amazonas.
Główny dopływ: Acre (prawy).